# Popów (Bazar)
Popów – część wsi Bazar w Polsce, położona w województwie lubelskim, w powiecie świdnickim, w gminie Rybczewice. Wchodzi w skład sołectwa Bazar.
W latach 1975–1998 Popów należał administracyjnie do starego województwa lubelskiego.